# خط طول 85° شرق
خط طول 85° شرق هو أحد خطوط الطول الجغرافية، والتي تمتد من القطب الشمالي الجغرافي إلى القطب الجنوبي الجغرافي، وحسب التحويل الزمني يتقدم خط طول 85° شرق عن خط غرينتش بـ5 ساعة و40 دقيقة.

## من القطب إلى القطب
ينطلق خط طول 85° شرق من القطب الشمالي نحو القطب الجنوبي مرورا بالمناطق التي ترد في الجدول التالي:
| الإحداثيات                         | البلد أو الإقليم أو البحر | ملاحظات |
| ---------------------------------- | ------------------------- | --- |
| 90°0′N 85°0′E / 90.000°N 85.000°E  | المحيط المتجمد الشمالي    | |
| 81°8′N 85°0′E / 81.133°N 85.000°E  | بحر كارا                  | |
| 74°35′N 85°0′E / 74.583°N 85.000°E | روسيا                     | كراسنويارسك كراي — Plavnikovyye Islands |
| 74°17′N 85°0′E / 74.283°N 85.000°E | بحر كارا                  | |
| 73°42′N 85°0′E / 73.700°N 85.000°E | روسيا                     | كراسنويارسك كراي أوكروغ يامالو-نينيتس الذاتية — من 64°56′N 85°0′E / 64.933°N 85.000°E Krasnoyarsk Krai — من 64°53′N 85°0′E / 64.883°N 85.000°E Yamalo-Nenets Autonomous Okrug — من 64°50′N 85°0′E / 64.833°N 85.000°E Krasnoyarsk Krai — من 62°36′N 85°0′E / 62.600°N 85.000°E أوكروغ خانتي-مانسي ذاتية الحكم — من 61°46′N 85°0′E / 61.767°N 85.000°E Krasnoyarsk Krai — من 61°5′N 85°0′E / 61.083°N 85.000°E تومسك أوبلاست — من 59°53′N 85°0′E / 59.883°N 85.000°E أوبلاست كيمروفسكايا — من 56°6′N 85°0′E / 56.100°N 85.000°E نوفوسيبيرسك أوبلاست — من 54°55′N 85°0′E / 54.917°N 85.000°E Kemerovo Oblast — من 54°48′N 85°0′E / 54.800°N 85.000°E Novosibirsk Oblast — من 54°33′N 85°0′E / 54.550°N 85.000°E كراي ألطاي — من 54°24′N 85°0′E / 54.400°N 85.000°E جمهورية ألطاي — من 51°30′N 85°0′E / 51.500°N 85.000°E |
| 50°3′N 85°0′E / 50.050°N 85.000°E  | كازاخستان                 | لحوالي 6 km |
| 50°0′N 85°0′E / 50.000°N 85.000°E  | روسيا                     | Altai Republic — لحوالي 11 km |
| 49°54′N 85°0′E / 49.900°N 85.000°E | كازاخستان                 | |
| 46°55′N 85°0′E / 46.917°N 85.000°E | جمهورية الصين الشعبية     | سنجان منطقة التبت ذاتية الحكم — من 35°44′N 85°0′E / 35.733°N 85.000°E |
| 28°36′N 85°0′E / 28.600°N 85.000°E | نيبال                     | |
| 26°54′N 85°0′E / 26.900°N 85.000°E | الهند                     | بهار (الهند) جهارخاند — من 24°25′N 85°0′E / 24.417°N 85.000°E أوديشا — من 22°28′N 85°0′E / 22.467°N 85.000°E Jharkhand — من 22°6′N 85°0′E / 22.100°N 85.000°E Odisha — من 22°4′N 85°0′E / 22.067°N 85.000°E |
| 19°19′N 85°0′E / 19.317°N 85.000°E | المحيط الهندي             | |
| 60°0′S 85°0′E / 60.000°S 85.000°E  | المحيط الجنوبي            | |
| 66°21′S 85°0′E / 66.350°S 85.000°E | القارة القطبية الجنوبية   | الإقليم الأسترالي في القارة القطبية الجنوبية, المطالب الإقليمية بالقارة القطبية الجنوبية by أستراليا |